# 1773 en architecture
| Années de l'architecture : 1770 - 1771 - 1772 - 1773 - 1774 - 1775 - 1776    |
| Décennies de l'architecture : 1740 - 1750 - 1760 - 1770 - 1780 - 1790 - 1800 |

Cet article présente les faits marquants de l'année 1773 en architecture.

## Réalisations
- Achèvement de la construction du Pont Pulteney de Robert Adam à Bath.

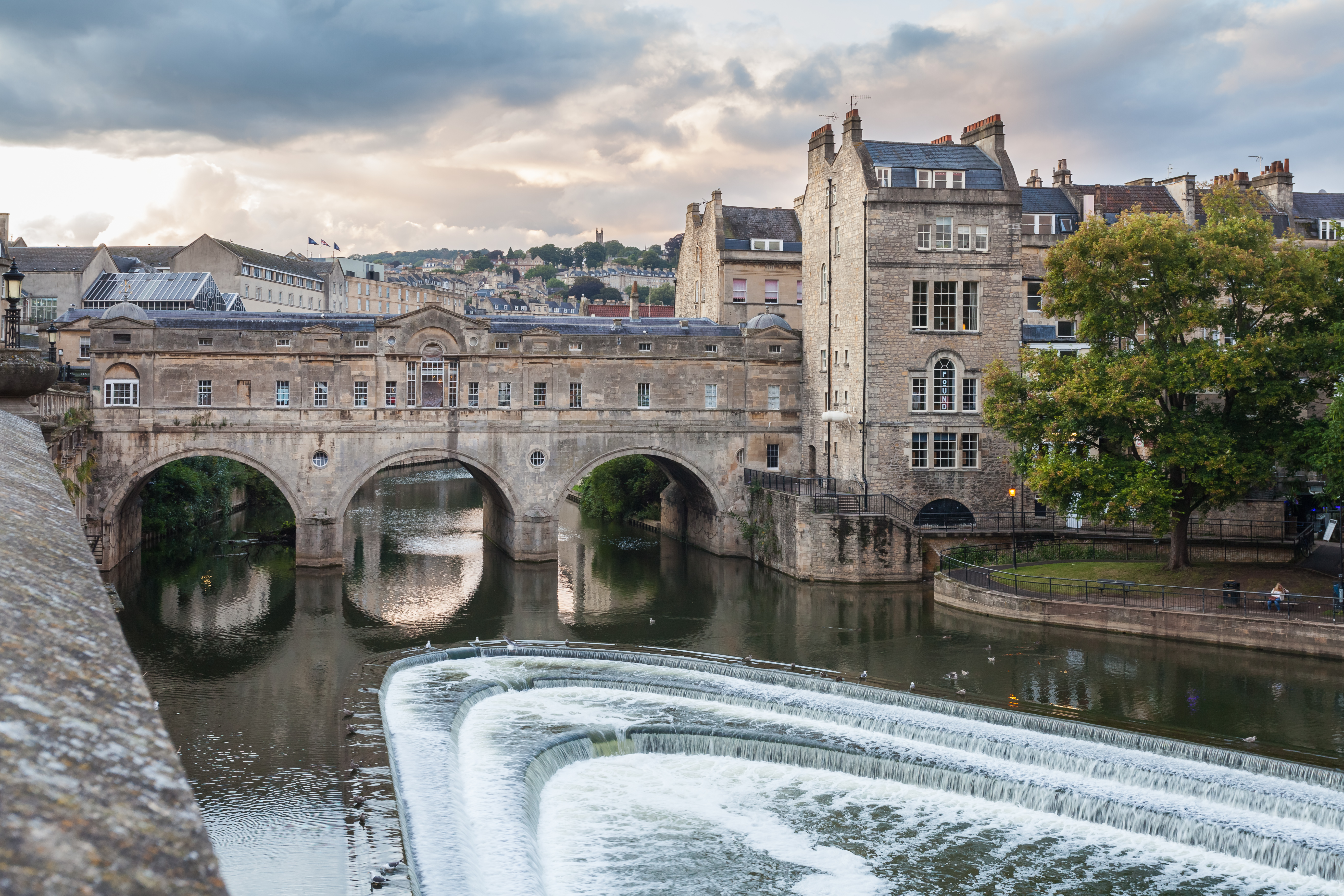
Le Pont Pulteney en 2014.

- Début de la construction de l'hôtel Benoît de Sainte-Paulle, rue du Faubourg-Poissonnière à Paris, par Samson-Nicolas Lenoir.
- Reconstruction de la cathédrale Christ Church de Waterford.

## Événements
- Claude Billard de Bélisard succède à Le Carpentier comme architecte du prince de Condé.
- Chalgrin est nommé premier architecte et intendant des bâtiments du comte de Provence.

## Récompenses
- Prix de Rome : Jean Augustin Renard.

## Naissances
- x

## Décès
- 1er mars : Luigi Vanvitelli (° 12 mai 1700).
- 21 octobre : Johann Conrad Schlaun (° 5 juin 1695).
- Antoine Matthieu Le Carpentier (°1709).